# Брекель
Бреккель (нім. Bröckel) — громада в Німеччині, розташована в землі Нижня Саксонія. Входить до складу району Целле. Складова частина об'єднання громад Флотведель.
Площа — 16,33 км2. Населення становить 1901 ос. (станом на 31 грудня 2021).